# Смешанная франкировка

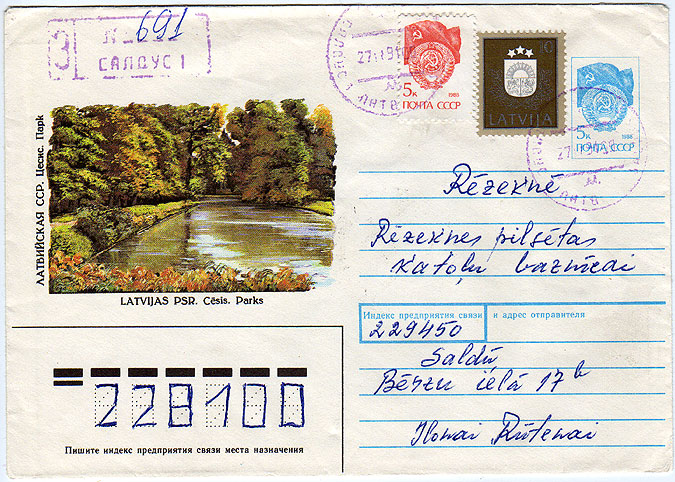
Заказное письмо со смешанной (двойной) франкировкой: художественный маркированный конверт СССР (с напечатанным знаком почтовой оплаты), дополнительно франкированный стандартными марками СССР и Латвии, которые погашены почтовым штемпелем, датированным 27 ноября 1991 года (через несколько месяцев после признания независимости Латвии)

Сме́шанная франкиро́вка, или сме́шанная франкату́ра, — франкирование одного почтового отправления несколькими почтовыми марками или другими знаками почтовой оплаты разных номиналов, выпусков, видов либо стран (в случае двойной франкатуры).
В связи с тем, что почти все страны мира договорились о взаимной доставке почты друг друга, обычно на конверт не требуется наклеивать другие марки, помимо марок страны отправления. Случаи смешанной (двойной) франкировки почтового отправления марками двух или более стран или эмитентов встречаются редко и ценятся коллекционерами.

## Виды смешанной франкировки
Смешанной франкировкой называется:
- франкирование марками разных номиналов одного выпуска (одной серии);
- франкирование универсальными марками разных выпусков (очень редко — марками классического периода);
- франкирование марками с номиналами в старой и в новой валюте в случае проведения денежной реформы, к примеру, использование марок с номиналами в евро наряду с марками, употреблявшимися до введения евро;
- франкирование несколькими марками разных видов, например, универсальными и служебными марками;
- франкирование универсальной маркой (марками) и знаком почтовой оплаты, вырезанным из цельной вещи (не путать со случаями, когда универсальная марка наклеена на цельную вещь, создавая дополнительную франкатуру);
- франкирование универсальной маркой и франкотипом;
- франкирование разными франкотипами или франкотипами и ручными франкировальными штемпелями и пометками;
- франкирование универсальной маркой и ручными франкировальными штемпелями и пометками (частичная франкировка);
- франкирование знаками почтовой оплаты двух почтовых администраций (эмитентов), определяется как двойная франкатура, или франкатура двух стран.➤

## История
До создания Всеобщего почтового союза в 1874 году отправить международную почту было довольно непросто: помимо марок своей страны, нужно было наклеить марки страны назначения, а в худших случаях — ещё и ряда других государств, через которые должно было пересылаться письмо. Иногда письмо не выдавалось адресату до тех пор, пока он не приносил марки, которые наклеивались и гасились штемпелем, лишь тогда письмо выдавалось адресату. Поскольку такое происходило лишь в самые первые несколько десятилетий после появления первой почтовой марки и касалось лишь очень немногих писем, отправленных на большое расстояние, то сохранилось крайне мало таких конвертов. Для некоторых сочетаний франкировки уцелели единичные экземпляры, за которые филателисты готовы платить большие деньги.
Ещё один вид смешанной франкировки наблюдается в переходные периоды — либо как способ помочь населению использовать имеющиеся на руках марки уже несуществующего правительства, либо принудительным образом в качестве средства пропаганды.
Примером принудительной смешанной франкировки служит аншлюс (аннексия) Германией Австрии в 1938 году. Тогда в течение нескольких месяцев, пока австрийские марки продолжали приниматься в оплату пересылки почты, австрийцы, отправляющие корреспонденцию в Германию, должны были дополнительно клеить на конверт немецкие марки.

## Двойная франкатура
Двойной франкатурой называется смешанное франкирование почтового отправления почтовыми марками двух почтовых администраций. Двойная франкировка наблюдается в следующих случаях:
- Когда какая-то почтовая администрация не входит во Всемирный почтовый союз, в связи с чем доставка почтовых отправлений в другие государства осуществляется другой почтовой администрацией. Примером такой двойной франкатуры служит обеспечение Индией почтового сообщения с другими странами ряда индийских княжеств, почтовые марки которых не годились для оплаты международной корреспонденции.
- Когда были заключены специальные соглашения или когда изменялась политическая ситуация. Примером такой двойной франкатуры служит в Северо-Германском почтовом союзе франкирование почтовых отправлений, пересылаемых из Эльзас-Лотарингии или между французской территорией, занятой прусской армией, и неоккупированной территорией Франции в период после заключения перемирия, но до вывода оккупационных войск в мае 1872 года. Без двойной франкировки такая корреспонденция при вручении получателю требовала взимание доплаты[2].

От двойной франкатуры следует отличать доплатные почтовые отправления, которые помимо универсальных почтовых марок страны отправления франкированы доплатной маркой (марками) страны назначения.

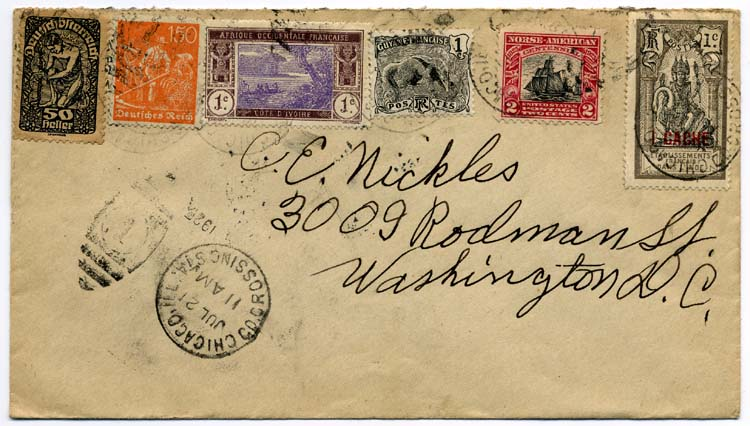
Филателистический конверт 1925 года, незаконно франкированный марками шести почтовых администраций

## Незаконная смешанная франкировка
Иногда наблюдается незаконная смешанная франкировка, когда отправитель для юмора или развлечения наклеивает на конверт ещё и марки другой страны. Почтовые правила многих стран требуют, чтобы почтовые служащие отказывались обрабатывать такие почтовые отправления даже в том случае, если на конверте имеется и правильная франкировка, поскольку такие письма замедляют процесс сортировки, но такие конверты порой всё же проходят почту.